# Chalino Sánchez
Rosalino Sánchez Félix (Culiacán, 30 agosto 1960 – Culiacán, 16 maggio 1992) è stato un cantautore messicano.
Ha cantato musica messicana regionale ed era noto soprattutto per i suoi narcocorridos (ballate della droga), indicato postumo come il "re del Corrido".
Chalino è stato un pioniere iniziale nel genere narcocorrido. Le sue canzoni contenevano principalmente storie di veri omicidi e attività del cartello della droga ambientate nel Messico settentrionale del ventesimo secolo, inclusi argomenti come la rivoluzione messicana, cartelli, traffico di droga, omicidi, serial killer, stalli alla messicana, gioco d'azzardo e omicidi-suicidi. Durante un periodo nella prigione di La Mesa di Tijuana, Chalino iniziò a comporre canzoni per detenuti che avevano storie che volevano conservare in una ballata. Chalino ha anche composto e cantato canzoni romantiche e radiofoniche.
Durante la sua ascesa alla celebrità dopo un tentato omicidio quattro mesi prima, nel maggio 1992, Chalino fu assassinato pochi istanti dopo quella che fu la sua ultima esibizione dal vivo nella sua città natale di Culiacán.

## Biografia

### Primi anni e gioventù
Nato il 30 agosto 1960 a Las Flechas, un piccolo ranch di Culiacán, nello Stato del Sinaloa (Messico), con il nome di battesimo di Rosalino Sánchez Félix, al posto del quale volle tuttavia preferire il soprannome Chalino, in quanto "Rosalino" suonava a suo dire troppo femminile. Egli crebbe in un ambiente povero e degradato insieme ai genitori Santos Sánchez e Senorina Félix e i suoi sei fratelli, tra cui la sorella maggiore Juana, a cui era particolarmente legato.
Nel 1975, quando aveva 15 anni, sua sorella fu violentata da un sicario della malavita locale, "Chapo" Perez. Due anni più tardi, nel 1977, Chalino incontrò casualmente l'uomo a una festa e presumibilmente gli sparò per vendetta, uccidendolo. Dopo aver commesso questo atto, Sánchez partì per Tijuana con la sua pistola e una catena di Jesús Malverde, dove lavorò esercitando il ruolo di coyote (termine che nel gergo della criminalità messicana va a indicare il contrabbandiere di immigrati), aiutando a far entrare clandestinamente gli immigrati negli Stati Uniti.
Proprio nello stesso anno anch'egli entrò negli Stati Uniti come lavoratore senza documenti, prima in Oregon e poi a Los Angeles per vivere con sua zia nella vicina Inglewood, in California. Lavava i piatti, vendeva automobili e, secondo i suoi amici, spacciava piccole quantità di marijuana e cocaina. Ha anche aiutato suo fratello maggiore, Armando, a gestire un'operazione di traffico di immigrati.
Chalino incontrò Marisela Vallejos tramite sua cugina, Rosalba; nel 1984 si sono sposati in un matrimonio semplice e intimo. Si sono sposati con il loro figlio, Adán Sánchez, in arrivo e hanno avuto un secondo figlio, Cynthia Sánchez. Furono coniugi fino alla morte di Chalino Sánchez nel 1992.
Nel 1984, Armando (suo fratello maggiore) fu fucilato a morte in un hotel di Tijuana, cosa che ha ispirato Chalino a comporre il suo primo corrido o ballata. In questo periodo Chalino fu arrestato. Cominciò a comporre canzoni per i suoi compagni di reclusione e per chiunque avesse una storia degna di essere raccontata. Chalino iniziò a guadagnare soldi attraverso le sue composizioni e sarebbe stato dotato di pistole e "regali" dai suoi clienti. Tra i suoi numerosi clienti ci furono Lucio Villareal, El Pelavacas, e Jorge "El Coquio" Castro. Un piccolo gruppo noto come "Los Cuatro de la Frontera" ha consigliato a Chalino di andare in uno studio di registrazione nell'Olympic Boulevard a Los Angeles. Lo studio si chiamava San Angel Records ed era di proprietà di Angel Mariscal. Originariamente un altro artista doveva cantare le canzoni di Chalino, ma quando venne cancellata questa possibilità, Chalino ha cantato le sue canzoni.
Nel 1989 Chalino registrò la sua prima cassetta di 15 canzoni. Mentre vendeva le sue cassette dal bagagliaio della sua auto, Chalino teneva le cassette in negozi di scambio locali, panetterie e varie altre attività commerciali nel centro sud di Los Angeles. Chalino si è collegato con un altro immigrato messicano, Pedro Rivera, che aveva aperto un piccolo studio di registrazione a Long Beach, in California. Chiamato Cintas Acuario, questo studio ha permesso agli aspiranti musicisti di registrare a buon mercato.
Chalino e Rivera sono stati i pionieri dei "corridos proibiti" (corrido prohibido), canzoni che mitizzavano i trafficanti di droga, gli assassini o i "valientes". Il roster di Cintas Acuario (che in seguito includeva i figli di Pedro, Lupillo, Juan e la defunta Jenni Rivera) non fu inizialmente trasmesso alla radio, ma divennero la base del genere latino a Los Angeles.
I promotori di tutto il Southland hanno rapidamente cercato di prenotare Chalino nei loro club. Chalino cantava le sue canzoni nella sua cadenza e nello slang sinaloano, qualcosa che nessun grande cantante aveva mai provato a fare.

### L'attentato
Il 25 gennaio 1992, Chalino si esibiva al ristorante e discoteca Plaza Los Arcos nella città deserta di Coachella, 120 miglia a est di Los Angeles. Secondo quanto riferito, Chalino avrebbe dovuto esibirsi alle 22:00 sul palco principale. Intorno alle 19:00, il centro eventi era al massimo della capienza poiché erano presenti quattrocento persone.
Durante la sua esibizione, Chalino iniziò a ricevere richieste di canzoni dal pubblico. Poco prima di mezzanotte, Eduardo Gallegos, 32 anni, un meccanico locale disoccupato di Thermal, in California, sotto l'influenza di eroina e alcol, richiese "El Gallo de Sinaloa"; immediatamente dopo, Gallegos saltò sul palco e puntò una pistola calibro 25 verso Chalino. Per tutta risposta, Chalino tirò fuori dalla cintura la sua pistola da 10mm e iniziò uno scontro a fuoco.
I primi quattro colpi di Gallegos colpirono Chalino due volte al petto, vicino all'ascella, colpendo il suo polmone, e un proiettile colpì il fisarmonicista Ignacio "Nacho" Hernandez alla coscia. Gli spari di Chalino mancarono Gallegos e colpirono accidentalmente il ventenne Claudio Rene Carranza alla gamba destra colpendo l'arteria principale; il ragazzo fu successivamente dichiarato morto all'ospedale John F. Kennedy Memorial. Sánchez e Gallegos aprirono il fuoco l'uno contro l'altro durante un breve inseguimento tra la folla sottostante. Furono sparati dai nove ai quindici colpi e, secondo quanto riferito, altre sette persone vennero colpite durante lo scontro. Gallegos fu scaraventato a terra da uno spettatore e più tardi fu colpito in faccia con la sua stessa pistola. Gallegos e Sánchez furono entrambi trasportati in condizioni critiche all'ospedale Desert Regional, a Palm Springs.
Chalino Sánchez rimase in ospedale per 11 giorni e fu rimandato a casa senza alcuna accusa per legittima difesa.
Eduardo Gallegos, sopravvissuto alle ferite, fu condannato per tentato omicidio a 15 anni di carcere.

## Assassinio
Il 15 maggio 1992, quattro mesi dopo l'incidente di Coachella e durante un'esibizione al Salon Bugambilias di Culiacán, a Chalino fu consegnato un biglietto da qualcuno tra la folla. Si ritiene che la nota fosse una minaccia di morte. Una registrazione video della canzone "Alma Enamorada" mostra Chalino che accartoccia la nota prima di cantare la canzone. Dopo mezzanotte, Chalino si allontanò dal club con due dei suoi fratelli, un cugino e diverse giovani donne. Furono fermati da un gruppo di uomini armati in Chevrolet Suburbans nere. Mostrarono le loro (false) carte d'identità della polizia di stato messicana e dissero a Chalino che il loro comandante lo voleva vedere. Chalino annuì e salì su una delle loro auto mentre gli altri lo seguirono.
Il giorno seguente, alle sei del mattino, due contadini trovarono il corpo di Chalino accanto ad un canale di irrigazione vicino all'autostrada 15, nei pressi del quartiere di Los Laureles a Culiacán. Era bendato e i suoi polsi avevano segni di corda. Gli avevano sparato due volte alla nuca.

## Eredità e famiglia
Il figlio di Chalino, Adán Sánchez, ha seguito le orme di suo padre ed è stato anche lui un cantante messicano regionale di successo; morì improvvisamente nel 2004 all'età di 19 anni in un incidente stradale.
Dalla sua morte, la sua fama e le sue registrazioni sono cresciute in popolarità. Chalino accumula ancora milioni di stream tre decenni dopo la sua morte e rimane popolare tra i giovani ascoltatori americani.

## Discografia
- 1988 El Gallo di Sinaloa
- 1989 El Bandido Generoso
- 1989 A Todo Sinaloa
- 1989 Más Éxitos Con Chalino Sánchez
- 1989 17 Uscite
- 1990 13 Mejores Exitos
- 1990 Homenaje a Pollero
- 1991 Chalino Sanchez En Vivo Desde “El Parral”
- 1991 Dos Cruces Negras
- 1991 Nieves De Enero Con Los Amables Del Norte
- 1991 Chalino Sánchez Con Los Amables Del Norte
- 1991 Chalino Sánchez Con La Banda La Costeña De Ramón L. Alvarado
- 1991 Hermosisimo Lucero
- 1991 Alma Enamorada
- 1991 El Pavido Navido
- 1992 El Pela Vacas
- 1992 Addio a Chalino
- 1992 Chalino Sánchez Con Banda La Costeña “Corridos Y Canciones”
- 1992 Musical di Chalino Sanchez Con Vaquero
- 1992 Chalino Sanchez Con La Banda Santa Cruz
- 1993 Mis Mejores Canciones
- 1993 Chalino Sánchez Con Banda Brava
- 1993 Chalino Sánchez Con La Banda Santa Cruz - Corridos Villstas
- 1993 Accompagnamento da Los Amables Del Norte – Chalino Sanchez Accompagnato da Los Amables Del Norte
- 1993 Que Me Entierren Cantando
- 1993 Chalino Sanchez Con Mariachi
- 1993 Chuyita Beltran
- 1993 Chalino Sánchez Acomp. Los Amables Del Norte – El Gallo de Sinaloa
- 1994 Desiderio
- 1995 Corridos Con Mariachi
- 1995 Registrando A Chalino
- 1996 15 Éxitos 15
- 2001 Canta Corridos Al Estilo Culiacan
- 2002 Collezione De Oro, Vol.1
- 2002 Corridos De Los Felix e Los Quintero
- 2003 Cantando Con Sus Amigos
- 2005 Corridas Con Banda
- 2006 Storia Musicale
- 2007 20 Éxitos
- 2007 Duranguense Con Banda Brava